# Лорийская крепость
Лорийская крепость (арм. Լոռի Բերդ, Лори-Берд) — средневековая армянская крепость на левом берегу реки Дзорагет, основанная царём Давидом I Безземельным. В период с 1065 по 1113 годы был центром Лорийского (Ташир-Дзорагетского) царства. Ныне в Лорийском марзе Армении, в 4 км к востоку от города Степанаван.

## История крепости

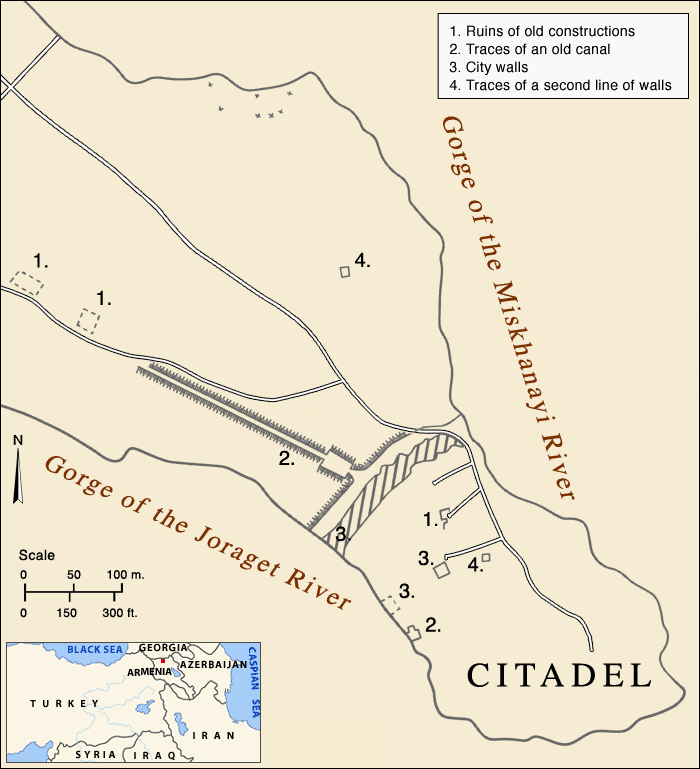
План крепости и города

Крепость была основана в X веке и располагалась на территории, огражденной глубокими ущельями рек Урут и Дзорагет. Цитадель крепости занимала территорию в 9 гектар и защищалась мощной оборонительной стеной длиной около 200 метров. Вдоль стены располагался ров, заполненный водой. Ворота цитадели были установлены в северо-восточной части крепости. Сохранились руины лишь некоторых сооружений крепости.
Окружавший цитадель город обхватывал территорию около 25 гектар, также ограждённую стенами, от которых сохранились лишь остатки фундаментов.

Кюрике этот был сын Давида, сына Гургена, сына Ашота Милостивого. Отец его, Давид, выстроил для него Лори и еще двенадцать других крепостей: он похоронен в Санахине. Его внуки, Абас и Давид, преследуемые Иверийцами, пошли к владетелям Арана (Карабага), выпросили себе по одной крепости, где жили в большом лишении.— Вардан Великий, «Всеобщая история»
С внешним миром этот город соединяли два моста, переброшенных через ущелья. От одного из них осталась лишь часть устоев, а второй, сохранившийся полностью, был отреставрирован. Это лёгкое каменное однопролетное сооружение со стрельчатой аркой, смягчённой при вершине небольшой дугой, плавно соединяющей обе основные кривые.
Судьба Лори-Берда печальна, так же как и судьбы многих средневековых городов Армении. Татаро-монгольские орды осадили и захватили Лори-Берд в 1238 году, разорив его без всякой пощады. Затем в течение нескольких веков крепость несколько раз становилась добычей чужеземцев. Горожане постепенно покидали её, и уже в конце XVIII века на месте раннее могучей крепости осталось лишь небольшое село, которое в XX веке было перенесено к западу от древнего города.
В 1602 году мелики Назар и Дай Лорийские получили от персидского шаха Аббаса фирман, подтверждавший их старинные права на Лорийскую область. От них происходит знатный армянский род Лорис-Меликовых.

## Археология
Обнаруженные во время раскопок на территории города бытовые предметы и орудия дают представление об истории и культуре средневекового Лори-Берда.

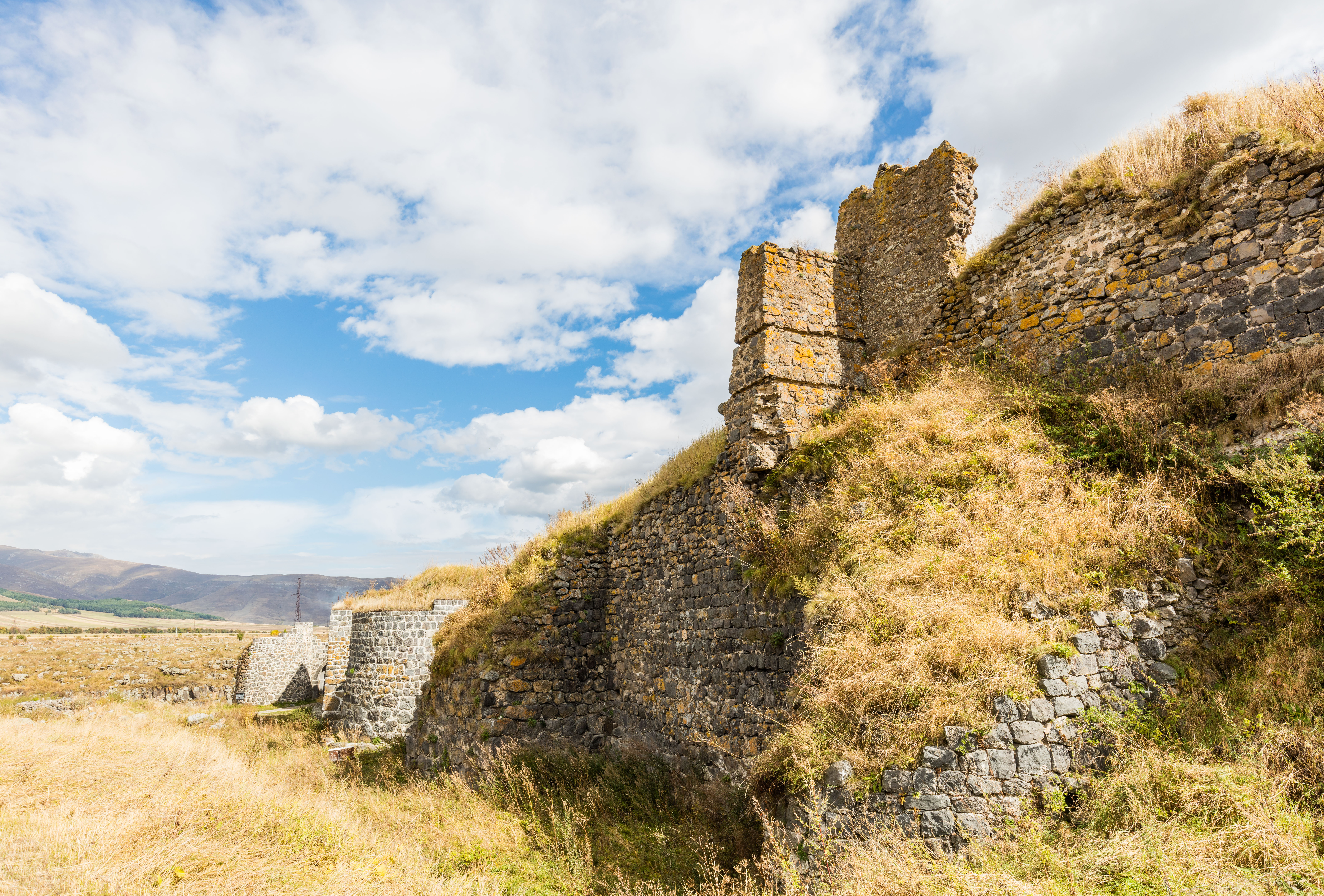
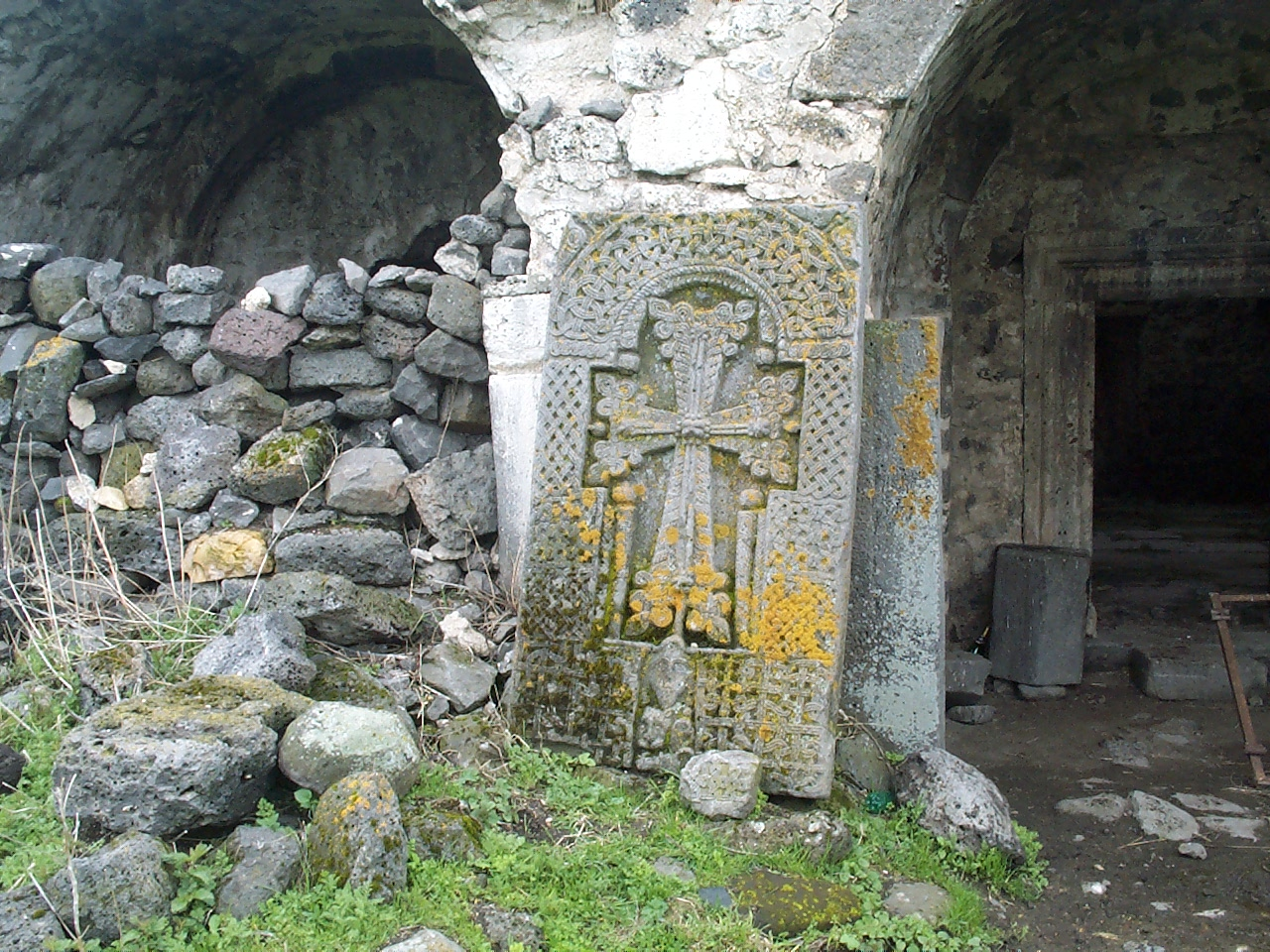
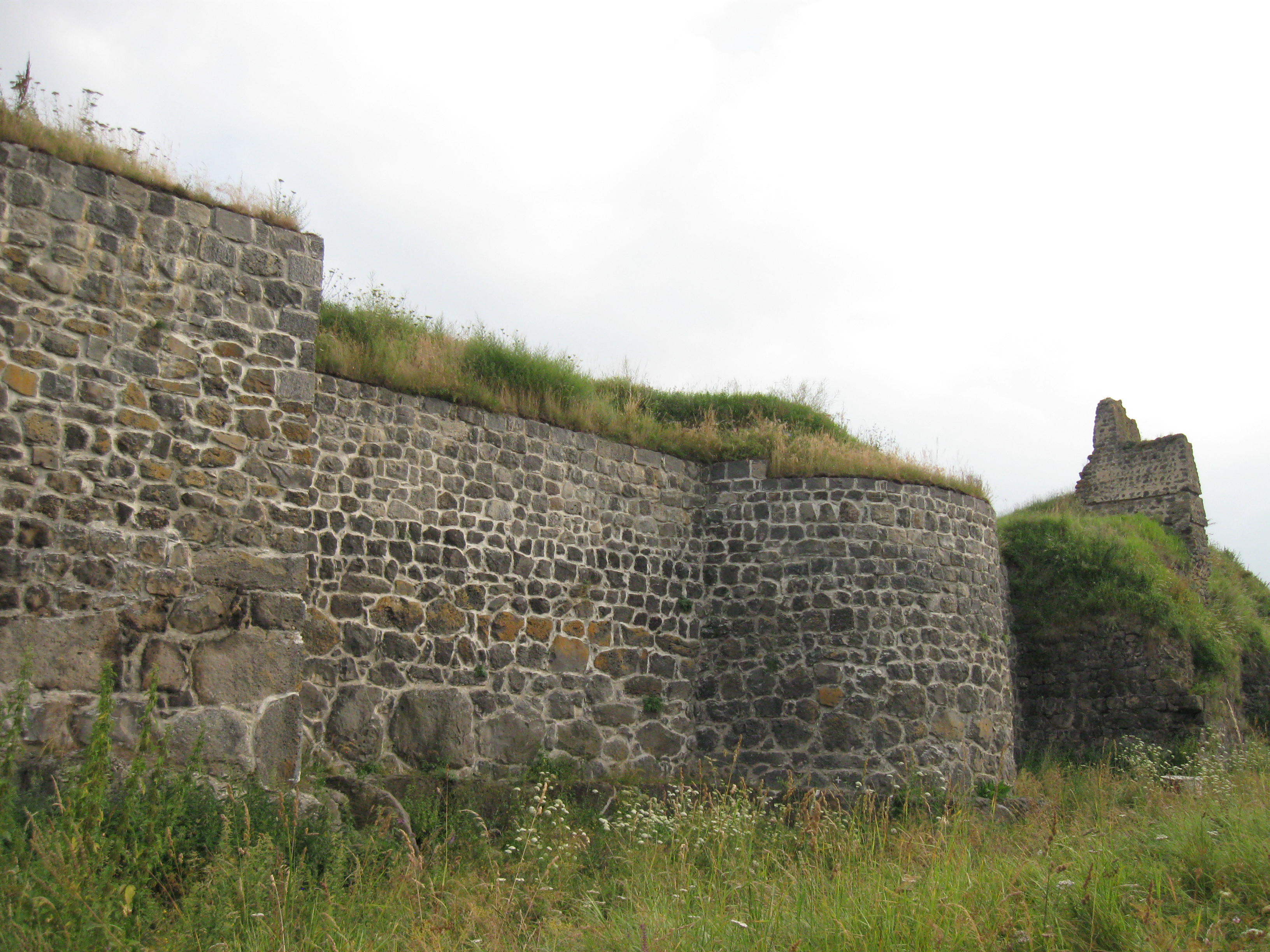
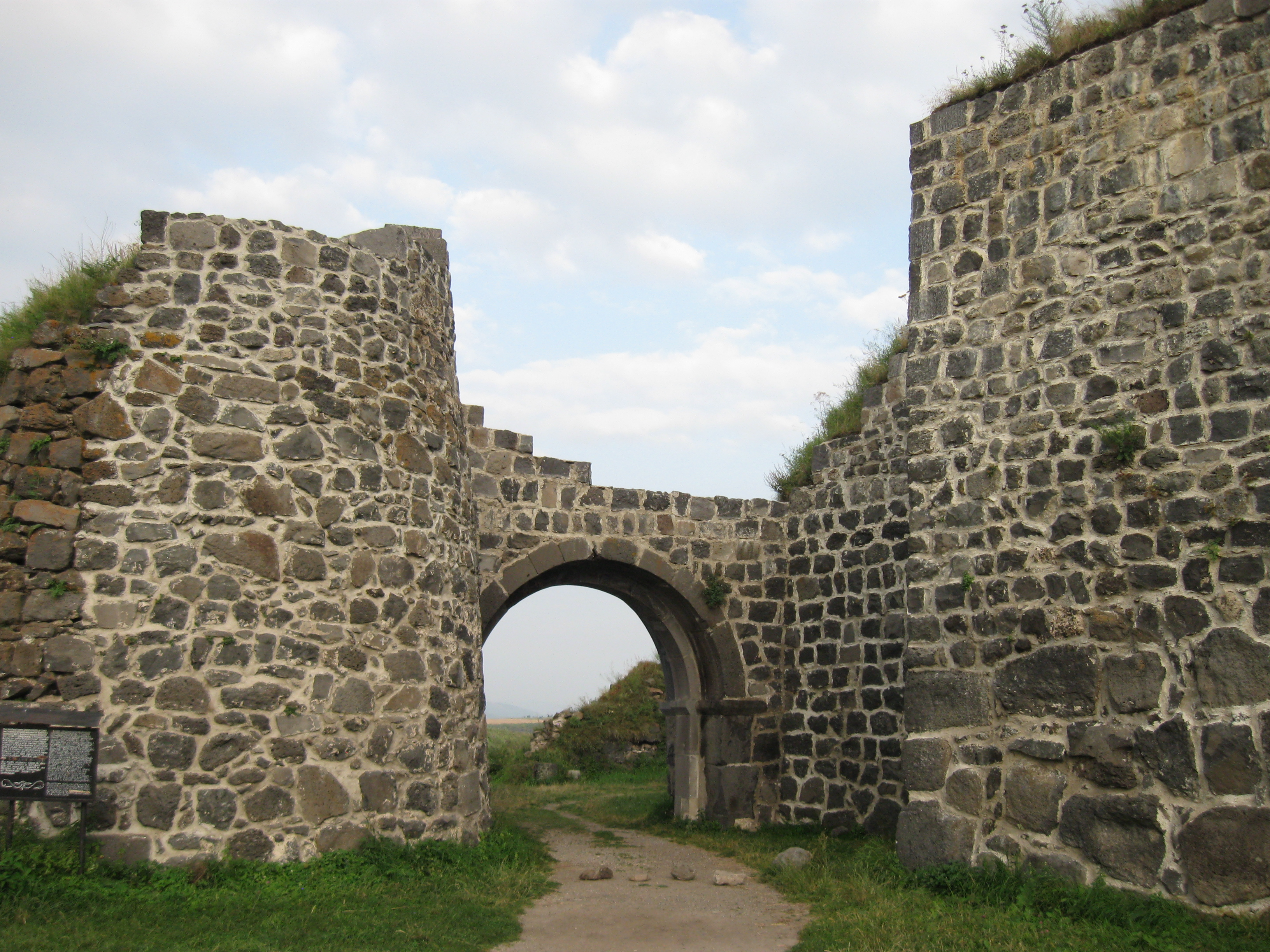
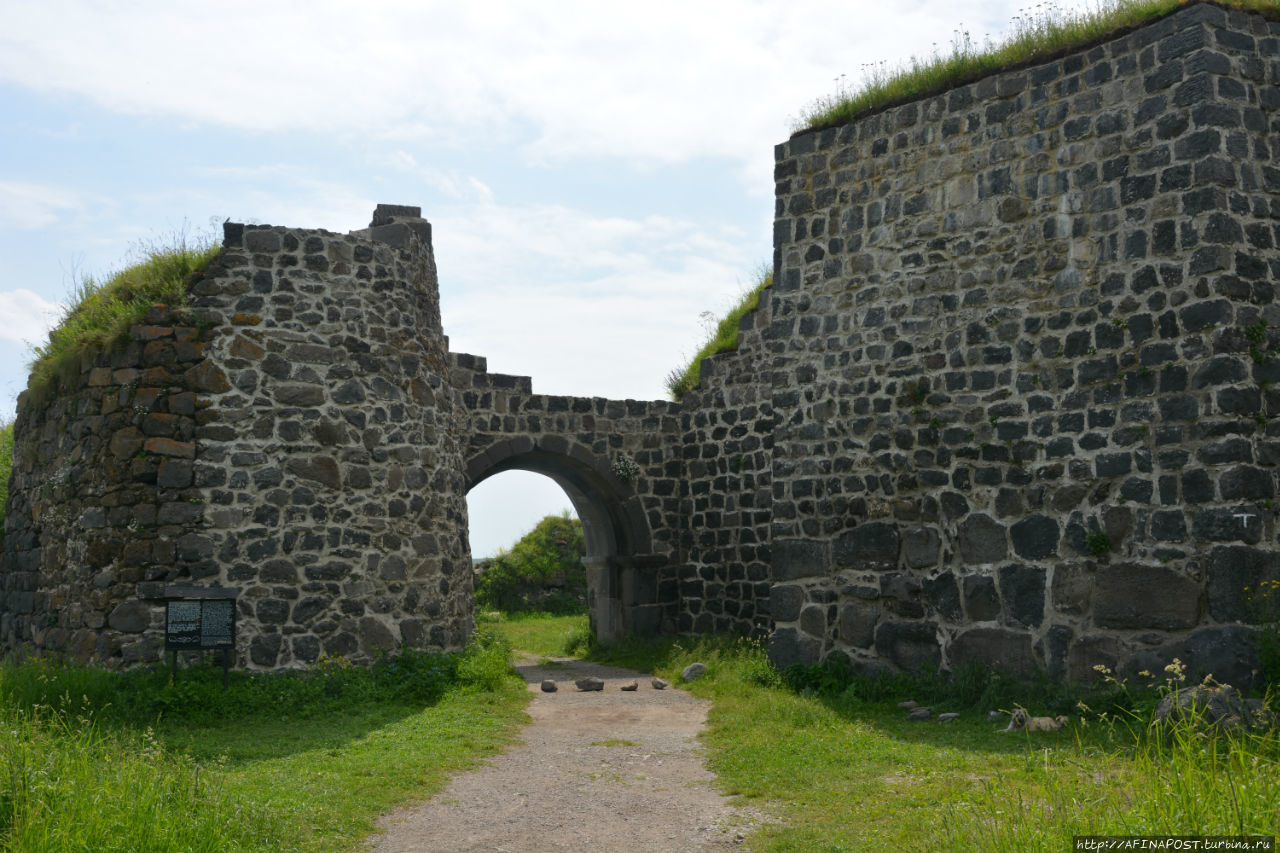
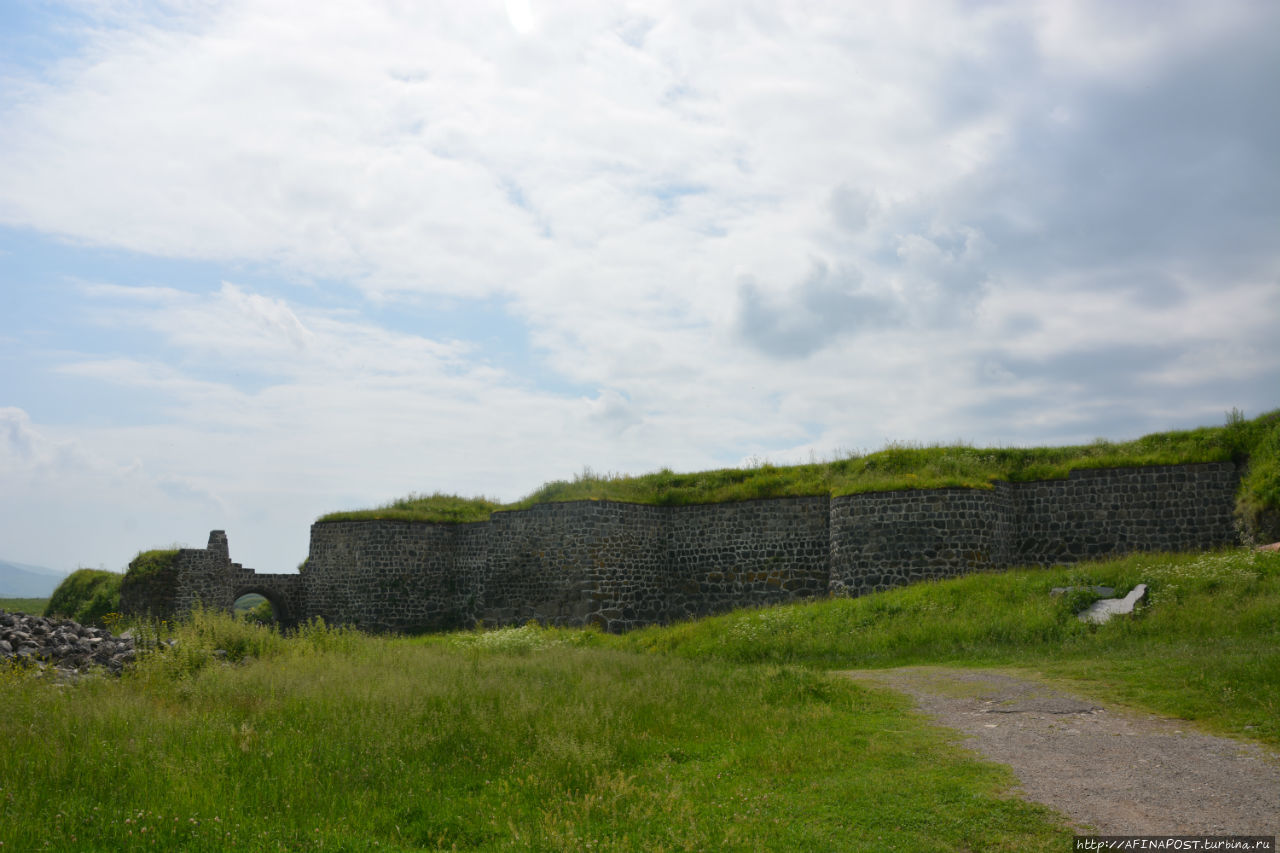
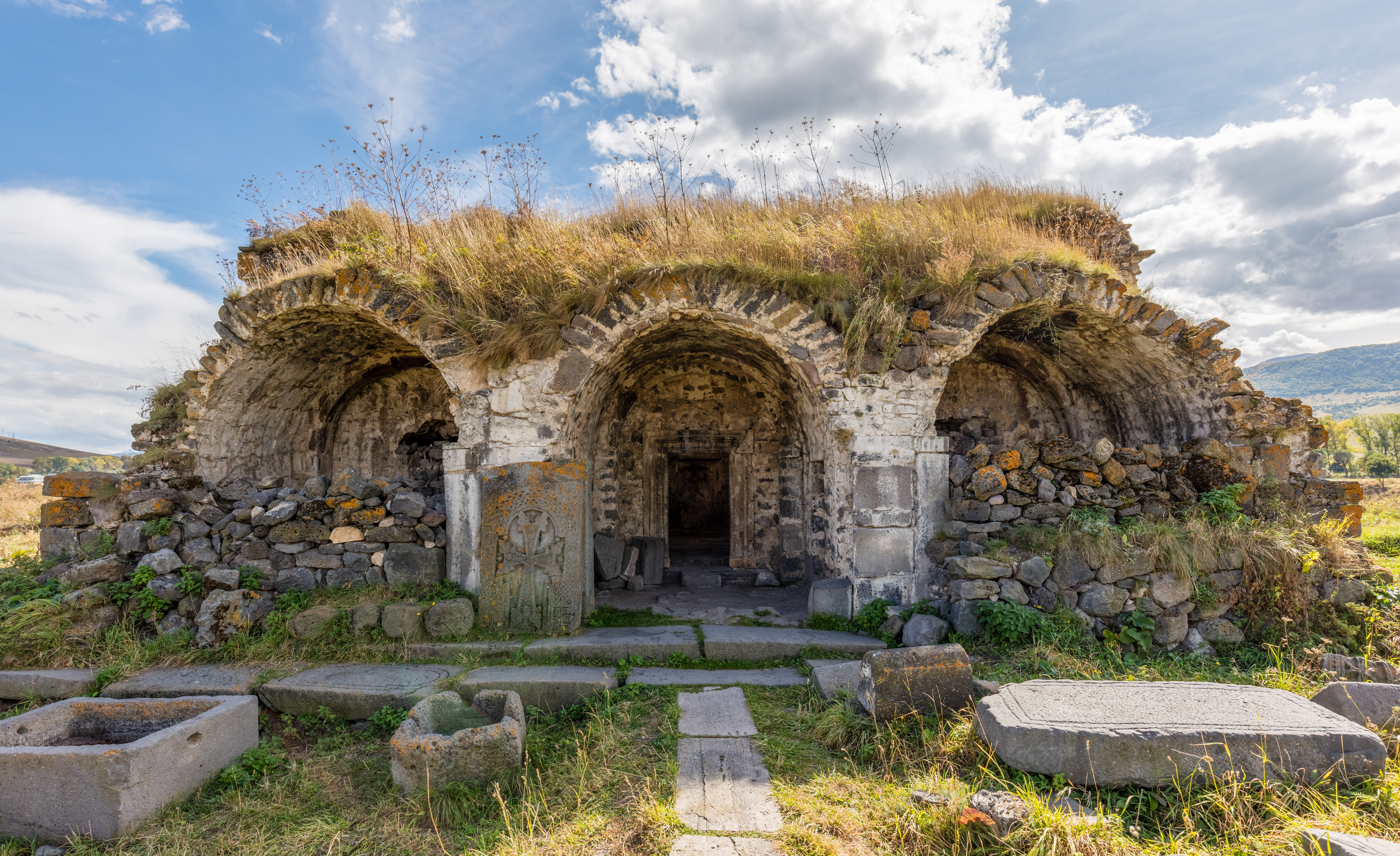
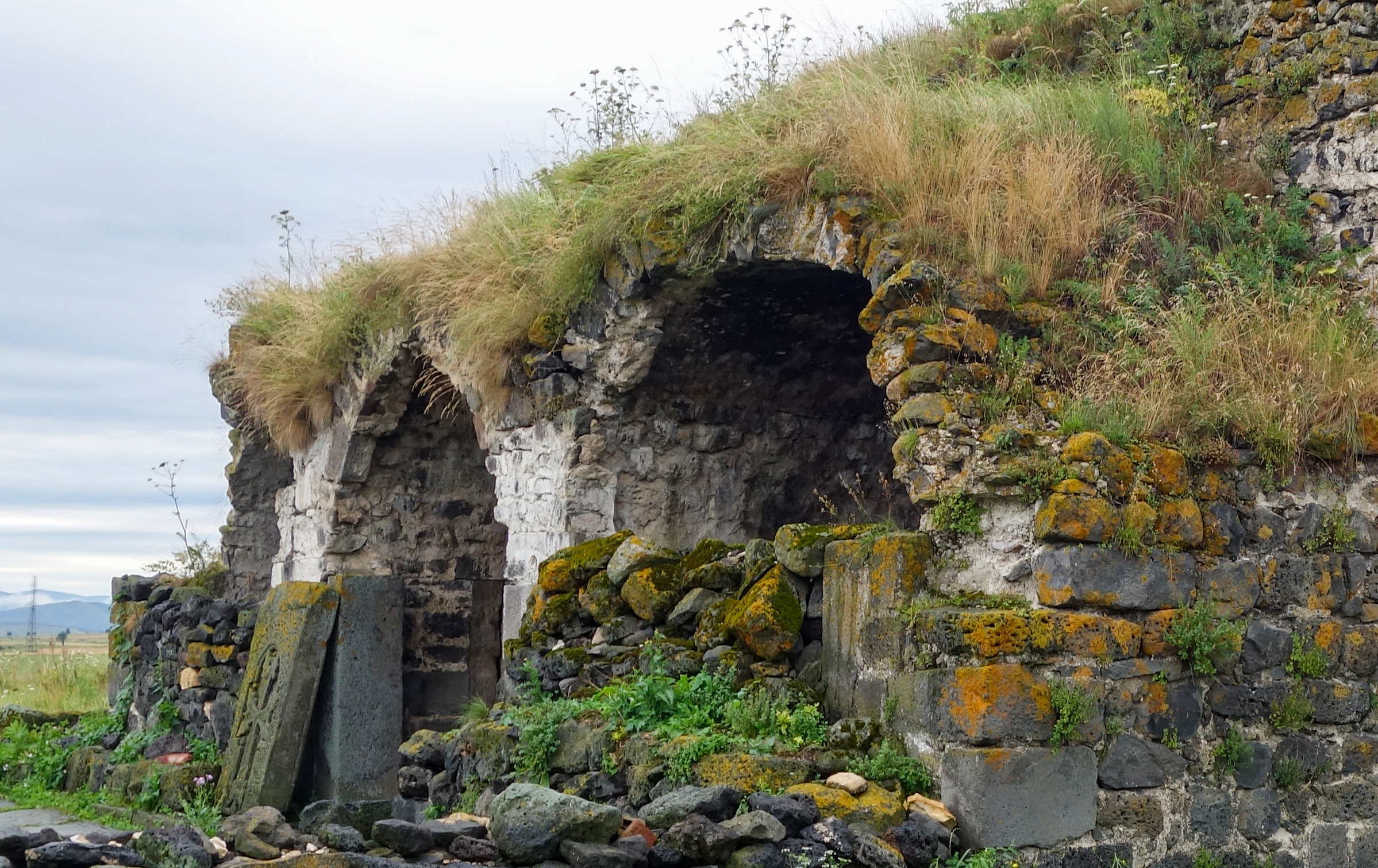
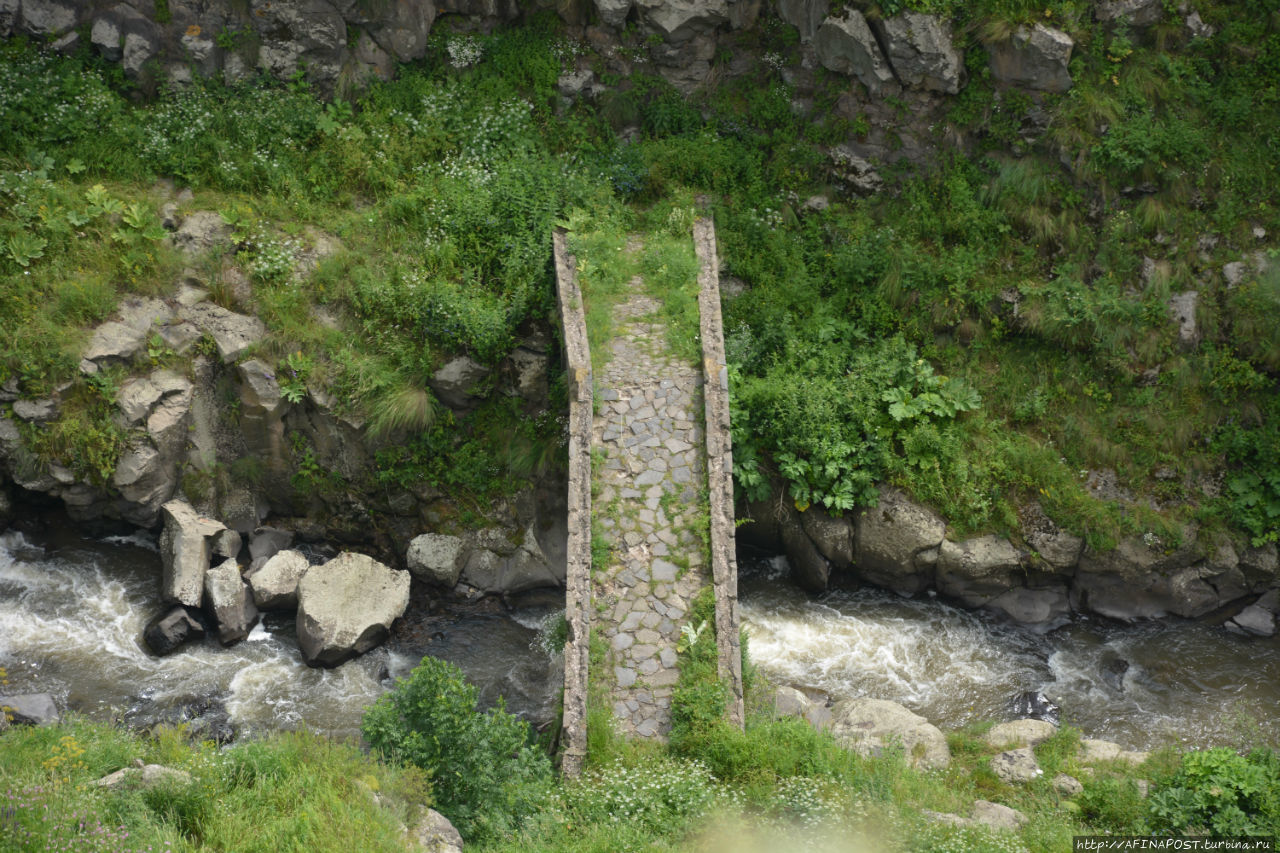